# Boguédia
Boguédia  è una città e sottoprefettura della Costa d'Avorio appartenente al dipartimento di Issia. Conta una popolazione di 20 943 abitanti (censimento 2014).